# Tábor (stacja kolejowa)
Tábor – stacja kolejowa w Taborze, w kraju południowoczeskim, w Czechach przy ulicy Valdenská 525/8. Jest ważnym węzłem kolejowym. Znajduje się na wysokości 440 m n.p.m.. W 2009 stacja została gruntownie zmodernizowana. 

## Linie kolejowe
- 201: Tábor - Ražice
- 202: Tábor - Bechyně
- 220: Benešov - Czeskie Budziejowice
- 224: Tábor - Horní Cerekev